# The Birth of the Star Spangled Banner
The Birth of the Star Spangled Banner è un cortometraggio muto del 1914 diretto da George A. Lessey.

## Produzione
Il film fu prodotto dalla Edison Company.

## Distribuzione
Distribuito dalla General Film Company, il film - un cortometraggio in due bobine - uscì nelle sale cinematografiche degli Stati Uniti il 28 agosto 1914.